# 金鎖記
《金鎖記》是張愛玲創作的中篇小說，1943年11、12月分兩次發表於《雜誌》月刊第12卷第2、3期，並收錄於次年出版的小說集《傳奇》中。張愛玲赴美後將《金鎖記》改寫成長篇《怨女》，1971年翻譯為（北地胭脂）。
张爱玲在本書中在空前深刻的程度上表現了現代社會兩性心理的基本意蘊。她在她那創作的年代並無任何前衛的思想，然而卻令人震驚地拉開了兩性世界溫情脈脈的面紗。主人公曾被作者稱為她小說世界中唯一的“英雄”，她擁有着“一个瘋子的審慎和機智”，为了報復曾經傷害過她的社會，她用最为病態的方式，“她那平扁而尖利的喉嚨四面割着人像剃刀片”，隨心所欲地施展着淫威。《金鎖記》在敘述體貌上還借鑒了民族舊小说的經驗，明顯反映了類似《红樓夢》之類的小說手法已被作者用来表現她所要表現的没落大家族的現代都市生活。

## 小说内容
小说描寫了一個小商人家庭出身的女子曹七巧的心靈變遷歷程。七巧的大哥曹大年逼她嫁給大户姜家残疾的二少爷——一个“骨痨”病人，使七巧欲愛而不能。七巧家世低微，或許因此她在姜家没有少奶奶应有的地位，处处被人瞧不起，就连丫环小双都敢轻视她。曹七巧没教养，说话犯忌，使得她在姜家地位每況愈下。最後七巧索性不管了，像瘋子一樣在姜家過了30年。
她爱三少爷姜季泽，或許這是種情感轉移，缺乏愛的人們總是在自己身邊尋找尚可的對象，但季泽对他的冷漠给她带来更多的痛苦，她教女儿：“男人……都碰不得”。最後，她的性格终於被扭曲，行為變得古怪。她破壞长白的婚姻，不断侮辱儿媳；她因为嫉妒长安而不让她结婚，她却用其他理由狡辯。曹七巧的情感，自幼一直被控制，使她产生了对爱情、家庭、儿女等等观念的扭曲，她唯一的信念就是那金钱的枷锁。就如鲁迅在狂人日记中描述的：拒绝吃人的人也变成吃人的人，曹七巧最初寄托在季泽身上的一点对纯洁爱情，自由的向往也随着金锁而消散。她在内心渐渐认可了黄金的锁，并将锁套在她儿女的身上。“30年來她戴着黄金的枷。她用沉重的枷角劈殺了幾個人，没死的也送了半條命。”

## 角色簡介
- 曹七巧：小說女主角，姜家二奶奶，娘家開辦麻油店，因為出身卑微，而被許配給患上骨癆的姜家二爺，受到姜家人上下白眼。
- 姜長白：曹七巧兒子。纵容母亲对妻子芝壽的言语虐待，使其抑郁而亡。
- 芝　壽：姜長白之妻，嫁入姜家後被曹七巧嫌棄，常被其以言語中傷，憂鬱成疾而終。
- 姜長安：曹七巧女兒，她與童世舫之間一段發展到將要結婚的愛情，被曹七巧中斷。
- 姜季澤：姜家三爺，與曹七巧在心理上有一種曖昧的關係，常留連煙花之地，敗了姜家不少財產。
- 蘭　仙：姜季澤之妻，亦即姜家三奶奶。
- 姜長馨：姜季澤與蘭仙的女兒，曾替姜長安作媒人。
- 玳　珍：姜家大奶奶。
- 童世舫：姜長安的男朋友，曾在德國留學，因過往的戀愛經歷而喜愛傳統的中國女子。

## 評價
《金鎖記》曾被傅雷評價為張愛玲短篇小說中成就最高的一篇。評論家費勇說：“七巧不是一個反面形象，也不是個正面形象，而是一種客觀的存在，一種宿命的、身不由己的存在。 ”夏志清稱《金鎖記》“是中國從古以來最偉大的中篇小說”。李渝則認為：“〈金鎖記〉前半寫得囉哩囉嗦，模仿《紅樓夢》，後半的確精彩，勝過其他中篇，但是它是一篇優秀的小說，寫得很好的小說，離偉大似乎還有一段距離，如果我們以杜氏的《罪與罰》，《白痴》等為參考的話。”蕭之華指出《金鎖記》有“文字多有語病”、“描寫有所失真”、“細節交代不清”、“通篇冗員充斥”、“佈局剪裁不當”等弊病，最多只不過是一篇大學程度的俗情小說習作。苏雪林阅读张爱玲的作品，觉得“如此平平”，又认为《金锁记》是一派仿《红楼梦》笔调，“不知好在何处”。

## 改編作品

### 電視劇
- 2004年，改編為電視劇，由劉欣、邵峰主演。

### 京劇
- 2006年，臺灣的國立國光劇團，將此作品改編成現代京劇由魏海敏領銜主演、廣受好評。已出版DVD。[6]

### 舞台劇
- 2009年，改編為舞台劇。香港焦媛實驗劇團劇目，焦媛飾曹七巧，尹子維飾姜季澤，王安憶編劇，許鞍華導演。